# Булыгин, Василий Иванович
Васи́лий Ива́нович Булы́гин (1808 — 22 августа 1871, Санкт-Петербург) — сенатор, деятель крестьянской реформы 1860-х годов. Дядя министра внутренних дел А. Г. Булыгина.

## Биография
Сын отставного поручика Ивана Васильевича Булыгина (1767—1839) от брака его с Марией Васильевной Шереметевой (1785—1856). По матери был потомком младшего брата фельдмаршала Б. П. Шереметьева — боярина Фёдора Петровича. Вырос в родительском имении в селе Дорохове недалеко от усадьбы Михайловское, где часто гостил с матерью, сбегавшей от мужа, «человека крутого и большого чудака».
Службу начал в октябре 1824 года, с 1832 по 1837 год находился в «отпуске». Вернувшись на службу, состоял цензором Московского цензурного комитета. В 1844—1862 года был председателем Московской гражданской палаты. 
В 1856 году произведён в действительные статские советники. С 1856 года — обер-прокурор Сената. С самого открытия редакционных комиссий по крестьянскому делу (4 марта 1859 года) был в них членом от министерства государственных имуществ и заседал в юридическом отделении комиссий. В 1861 году был назначен сенатором. 
По словам племянника графа С. Д. Шереметева, Булыгин пользовался всеобщем уважением, он «был человек умный и просвещенный, с горячим и пылким сердцем, соединявший благородство мыслей с возвышенностью чувств; в направлении своем самостоятельный, он был враг искания популярности; но глубоко сочувствовал движению, связанному с освобождением крестьян с землёй. Глубоко верующий, он был истинный сын православной церкви. Он хотя он и кончил свою трудовую жизнь в чуждом ему Петербурге, но погребен был в Москве в Новодевичьем монастыре», где его могилу уничтожили в 1930-е гг.

## Награды
- Орден Святой Анны 2-й степени с императорской короной (1850)[4]
- Знак отличия за XXV лет беспорочной службы (1856)[4]
- Орден Святого Владимира 3-й степени (1860)[4]

## Семья
В браке с Александрой Алексеевной Изъединовой имел детей: Мария (1845), Александра (1847), Екатерина (1849), Варвара (1850), Алексей (1853),
Анна (1854), Сергей (1856), Елена (1857), Владимир (1858), Василий (1861), Михаил (1863), Наталья (1864), Надежда (1865).

## Избранные публикации
Источник — Электронные каталоги РНБ
- Булыгин В. И. Мнение члена редакционных комиссий Булыгина, по докладу Хозяйственного отделения по отзывам членов губернских комитетов «О высших и низних размерах крестьянского надела». — СПб., 1860. — 16 с. — (Прил. к Трудам Ред. комиссии для составления уложения о крестьянах, выходящих из крепостной зависимости).
- Булыгин В. И. Мнение члена редакционных комиссий Булыгина, по докладу Хозяйственного отделения, по отзывам членов губернских комитетов о повинностях крестьян. — СПб., 1860. — 7 с. — (Прил. к Трудам Ред. комиссии для составления уложения о крестьянах, выходящих из крепостной зависимости).

В XI томе «Приложений к трудам редакционных комиссий для составления уложения о крестьянах, выходящих из крепостной зависимости» напечатано мнение Булыгина «По вопросу о бессрочном и неизменном пользовании крестьян землёю за неизменные повинности». При производстве поверочных работ по определению высших и низших размеров надела Булыгин взял на себя Московскую губернию (см. XII том упомянутых «Приложений»).